# Luís e Zélia Martin
São Luís Martin (Bordeaux, 22 de agosto de 1823 – Arnières-sur-Iton, 29 de julho de 1894) e Santa Zélia Guerín Martin (Saint-Denis-sur-Sarthon, 23 de dezembro de 1831 – Alençon, 28 de agosto de 1877) foram um casal que viveu em Alençon, França. Eles são mais conhecidos por serem os pais de Santa Teresinha do Menino Jesus, doutora da Igreja. Luís era relojoeiro e Zélia rendeira, sendo ambos filhos de militares e educados em ambiente severo. O empreendimento de Zélia vendia rendas para alta sociedade parisiense.
Luís e Zélia se encontram em 1858 na ponte de São Leonardo, em Alençon. Depois de três meses, eles se casam em 13 de julho de 1858 na Igreja de Notre Dame de Alençon e levam vida piedosa na comunidade paroquial. Do seu casamento tiveram nove filhos dos quais quatro morrem prematuramente. Educam os filhos para serem bons cristãos e bons cidadãos. 
Zélia vem a falecer em razão de um tumor no seio. Então, Luís se dedica a cuidar da família com o apoio de suas filhas e familiares, Teresa tinha nesta época pouco mais de quatro anos. Transfere-se para Lisieux, onde morava o cunhado, e lá vê três de suas filhas entrarem para o Carmelo de Lisieux, Teresa ingressa ali aos 15 anos. Luís faleceu no após perder as faculdades mentais e esteve internado no sanatório de Caen. Teresa, a filha deles afirmou que "O Bom Deus me deu pais mais dignos do céu do que da Terra".

## Biografia
Luís Martin nasceu em 22 de agosto de 1823, em Bordeaux e Zélia nasceu no dia 23 de dezembro de 1831, sendo os dois filhos de militares católicos. Ele foi educado nos "Irmãos das Escolas Cristãs" e ela nas "Irmãs da Adoração Perpétua". 
Ambos tentam inicialmente seguir a vida religiosa. Luís não foi aceito como clérigo secular do Hospício do Grande São Bernardona dos agostinianos por não saber latim. Zélia tenta entrar para a ordem das Filhas da Caridade de São Vicente de Paulo, mas é dissuadida pela madre superiora a respeito desse desejo. Então, Luís vive em Paris durante três anos para se aperfeiçoar no ofício de relojoeiro, apesar de seu pai ser um conhecido oficial do exército napoleônico, mudando-se depois para Alençon a fim de exercer a profissão. Zélia, depois de passar um tempo ajudando a mãe na loja da família, especializou-se no ponto de Alençon na escola de tecelões e rendas, abrindo uma pequena fábrica de rendas onde obteve relativo sucesso.
A mãe de Luís busca aproximar Zélia, a quem tinha admiração por sua virtuosidade, a seu filho com o intuito de casar o seu filho solteiro. Em abril de 1858 eles se encontraram pela primeira vez na ponte São Leonardo. Ela viu o "jovem de nobre fisionomia, semblante reservado e modos dignos", e sentia que esse homem poderia ser o seu futuro esposo. A partir desse dia, desenvolveram um rápido relacionamento e se casaram na noite, conforme o costume da época, entre o dia 12 e 13 de julho de 1858 na Basílica de Notre Dame de Alençon.
Ambos muito piedosos, decidiram a princípio viver uma vida de irmãos, em perpétua abstinência. No entanto, foram desencorajados por seu confessor. O casamento de Luís e Zélia gerou nove filhos, dos quais quatro morrem prematuramente. As cinco meninas sobreviventes se tornaram freiras futuramente:
- Marie (22 de fevereiro de 1860), carmelita em Lisieux, chamada "Irmã Maria do Sagrado Coração", que morreu em 19 de janeiro de 1940;
- Pauline (7 de setembro de 1861), chamada "Irmã Agnes de Jesus" no Carmelo de Lisieux, que morreu em 28 de julho de 1951;
- Léonie (3 de junho de 1863), chamada "Irmã Françoise-Thérèse", tornou-se uma visitandina em Caen, que morreu em 16 de junho de 1941;
- Céline (28 de abril de 1869), carmelita em Lisieux, rebatizada "Irmã Genevieve da Sagrada Face", que morreu em 25 de fevereiro de 1959;
- Teresa ou Thérèse (2 de janeiro de 1873), a caçula que foi carmelita descalça e se tornou santa e doutora da Igreja, que morreu em 30 de setembro de 1897.

## Reconhecimento

### Canonização
Luís e Zélia Martin foram beatificados pela Igreja Católica em 19 de outubro de 2008, em cerimônia realizada na Basílica de Lisieux, dedicada à sua filha Teresa e presidida pelo cardeal José Saraiva Martins. Na ocasião declarou o cardeal:
Entre as vocações para as quais os homens são chamados pela Divina Providência o matrimônio é uma das mais nobres e elevadas. Luís e Zélia compreenderam que podiam santificar-se não obstante o matrimônio, mas através do matrimônio, e que a sua união deveria ser considerada como o início de uma elevação conjunta.
O casal foi canonizado no Vaticano, em 18 de outubro de 2015 pelo papa Francisco em meio ao Sínodo Ordinário dos bispos que tratou do tema da família. São Luís Martin e Santa Zélia Guerín, pais de Santa Teresa do Menino Jesus e da Sagrada Face, foram o primeiro casal a serem canonizados juntos em uma mesma cerimônia na história da igreja. A memória litúrgica é celebrada anualmente no dia 12 de julho.

### Devoção
No Brasil, a devoção ao santo casal vem aumentando conforme são mais conhecidos, sobretudo, pelo trabalho de divulgação feito pela Comunidade Católica Sagrada Família, especialmente através de suas relíquias presentes em sua sede e suas casas de missão. 